# Servicio Humanitario Aéreo de las Naciones Unidas
El Servicio Aéreo Humanitario de las Naciones Unidas (UNHAS) es un servicio común de la Organización de las Naciones Unidas administrado por el Programa Mundial de Alimentos. UNHAS ofrece servicios aéreos de pasajeros y carga seguros y confiables para toda la comunidad humanitaria , especialmente a lugares remotos, donde debido a la falta de infraestructuras y la inseguridad no hay alternativas comerciales. Las instalaciones de aire UNHAS están desplegados en apoyo de los programas de entrega y de ayuda al desarrollo de la comunidad humanitaria durante y después de las emergencias. UNHAS igualmente ofrece una sola vez vuelos dedicados / puentes aéreos estratégicos y realiza evacuaciones médicas y de seguridad, a petición de la comunidad humanitaria.
UNHAS es el único servicio de la aviación en caso de emergencia a disposición del personal de todas las organizaciones humanitarias; ya sea organismos de la ONU , organizaciones humanitarias no gubernamentales o instituciones de la comunidad de donantes. La igualdad de acceso se da a todos los organismos humanitarios sobre la base del primero que llega. El servicio está completamente basado en la demanda, ya que responde a los requerimientos de la comunidad humanitaria establecida a través de los grupos de usuarios en diferentes operaciones en los países.
En la Quinta Sesión del Comité de Alto Nivel sobre Gestión de las Naciones Unidas, celebrada en Nueva York en junio de 2003, el PMA ha aceptado la responsabilidad de administrar los servicios de transporte aéreo para las agencias de la ONU en el humanitaria y "otros "actividades que no son directa o específicamente para mantenimiento de la paz. UNHAS es uno de los cinco servicios comunes de las Naciones Unidas .

## Operaciones de Campo del UNHAS
UNHAS está proporcionando los servicios aéreos en los siguientes países : Afganistán (con vuelos internacionales desde y hacia Islamabad), República Centroafricana, Chad, República Democrática del Congo, la República del Congo (ACNUR), Etiopía, Irak, Costa de Marfil, Libia, Níger, Somalia, Sudán del Sur, Sudán, Tanzania (ACNUR). PMA/UNHAS respondió con el despliegue masivo de helicópteros durante el terremoto de Haití y la inundación de Pakistán en 2010.

## Aeronaves en la flota UNHAS
UNHAS no posee sus propias aeronaves; ellos alquilan vuelos chárter de compañías aéreas de la Lista Corta a través de un sistema de licitación electrónica transparente. UNHAS utiliza un promedio de 54 aeronaves de ala fija y helicópteros para sus operaciones regulares cada mes. La flota está compuesta por aviones como Embraer 120, de Havilland Canada Dash-8, LET Let Kunovice-410, Bombardier B1900D , Beechcraft B1900C, Pacific Aerospace PAC 750XL, Cessna Caravan C208B, Dornier J-328 Jet, Mil Mi-8T, Mil Mi-8P, Mil Mi-8MTV y Bell 212. Los aeronaves de carga utilizados son Ilyushin Il-76, McDonnell Douglas MD-11, Boeing 747, Antonov An-12, Antonov An-24, Antonov An-26 y Antonov An-124.

## Rendimiento
En 2010, el UNHAS transportó cerca de 350.000 trabajadores de la ayuda, donantes y periodistas junto a 14.000 toneladas de carga humanitaria en 49.000 horas de vuelo a 240 destinos en 19 operaciones en los países.

## PMA
Las operaciones del UNHAS están soportadas por estructuras sólidas construidas por el PMA de Aviación para mitigar los riesgos y proporcionar el servicio de aire mejor posible a sus clientes. PMA de Aviación cuenta con una Unidad de Seguridad Aérea independiente (ASU); con la responsabilidad de asegurar que todos fletado Transportistas Aéreos (titulares de AOC) cumple con las normas y métodos recomendados (SARPS) y de las normas de aviación de las Naciones Unidas (UNAVSTAD). Con los años, la función de supervisión de la ASU ha ayudado UNHAS para reducir los riesgos a un nivel aceptable . UNHAS igualmente beneficia de PMA Aviación Sistemas de Garantía de Calidad y Formación de Aviación.

## Financiación
PMA / UNHAS depende de las contribuciones voluntarias de los donantes y de dinero realizadas a partir de un esquema de recuperación parcial de los costos a través del cual los pasajeros pagan un precio simbólico por el servicio aéreo. Esto es normalmente para reducir el número de no-show y para contribuir a los gastos de funcionamiento del servicio aéreo.
UNHAS donantes en 2010/2011 : EE. UU. , Fondo Central de Respuesta a Emergencias (CERF), el Departamento de Ayuda Humanitaria de la Comisión Europea (ECHO), Japón, Reino Unido, Canadá, Alemania, Bélgica, Multilaterales, Comisión Europea, Suecia, España, Dinamarca, Suiza, China, Irlanda y Luxemburgo.
- Naciones Unidas
- Programa Mundial de Alimentos